# Монсель-ле-Люневиль
Монсе́ль-ле-Люневи́ль (фр. Moncel-lès-Lunéville) — коммуна во французском департаменте Мёрт и Мозель региона Лотарингия. Относится к кантону Люневиль-Сюд.

## География
Монсель-ле-Люневиль расположен в 29 км к юго-востоку от Нанси, рядом с Люневилем. Соседние коммуны: [[Жоливе (Мёрт и Мозель)
|]] и Шантеё на севере, Круамар на северо-востоке, Эримениль на западе, Люневиль на северо-западе.

## История
- На территории коммуны находятся следы эпохи Меровингов.
- В 1130 году здесь было основано аббатство де Бопре, разрушенное во время Великой французской революции.

## Демография
Население коммуны на 2010 год составляло 524 человека.
| 1962 | 1968 | 1975 | 1982 | 1990 | 1999 | 2010 |
| ---- | ---- | ---- | ---- | ---- | ---- | ---- |
| 371  | 367  | 352  | 402  | 364  | 391  | 524  |

## Достопримечательности
- Ферма Петит-Полонь (фр. Petite Pologne) XVIII века.
- Руины аббатства цистерцианцев де Бопре, сооружено в 1130 году, сожжено в 1796 году. Сохранились останки ворот.
- Церковь XVIII века.